# Rögnvaldr
Rögnvaldr Ólafsson, Rognvald, Ragnvald (norreno: Rögnvaldr heiðum hæra), detto Alto una Montagna o il Glorioso (... – metà IX secolo) fu re di parte del Vestfold, Norvegia, appartenente al clan dei Yngling.
Figlio del re Olaf Geirstad-Alf, Rögnvaldr ereditò la parte orientale del Vestfold. 
Il suo nome rimane noto soprattutto per aver commissionato al poeta scaldo Þjóðólfr da Hvinir il famoso poema Ynglingatal riguardo alla genealogia degli Ynglingar, il suo casato.
L'Heimskringla lo indica come cugino di Harald Bellachioma. In contrasto a quest'ultima fonte, la Orkneyinga saga e successive indicano Rögnvaldr come padre di Åsa Ragnvaldsdatter, moglie di Eystein Ivarsson (Glumra), il cui figlio Ragnvald Eysteinsson (il Saggio) fu il padre di Rollone di Normandia e antenato di Guglielmo il Conquistatore.